# 蒼穹神劍
《蒼穹神劍》為古龍的武俠處女作，1960年於第一出版。由出版者第一書社之啟事顯示，古龍寫完第七集即斷筆，八至十四集由正陽續寫，並用《蒼穹神劍》人物另做續書《十二長虹》。現存於市面上的流通版本，多依據漢麟圖書於1970年中期的刪減後內容出版。

## 內容概要
故事發生於清朝康熙末年，大致講述「星月雙劍」好友熊赐履的兒子熊倜走江湖，替「星月雙劍」報仇。

## 出場人物

### 主要人物
- 熊倜：熊賜履的大兒子。
- 夏芸：名義上為萨天骥之女，實為廢太子胤礽之女尔格沁，與熊倜相戀。
- 尚未明：两河绿林道的总瓢把子「铁胆」尚未明，實為廢太子胤礽之子。

### 次要人物
- 常漫天：十七岁便已接掌西南第一剑派点苍门户，江湖人称「玉面神剑」。
- 田敏敏：「散花仙子」，常漫天的妻子。
- 戴夢尧：「星月雙劍」。
- 陸飛白：「星月雙劍」。
- 萨天骥：鳴遠鏢局總鏢頭，外號「宝马神鞭」，被誤會殺害陸飛白及誤殺戴夢尧。
- 夏蓮貞：香河縣人，是一個淫婦，作為熊倜的奶媽。
- 侯生：「毒心神魔」，孤儿，出生后被抛在居庸关外的八达岭上，被深山里一种异种猴子捡了去，喂以猴奶，長大後遍體粗毛。幫熊倜打通任督二脉，並贈他倚天劍。
- 飄然老人：数十年始终独来独往，也无人知他来处去处。
- 东方灵：「出尘剑客」东方灵。
- 東方瑛：东方灵的妹妹「粉蝶」东方瑛。
- 朱若蘭：金陵秦淮河歌妓，父親朱鴻儒。
- 朱若馨：朱若蘭之妹，父親朱鴻儒。

## 對作者其他作品的影響
「星月雙劍」的劍法「蒼穹十三式」曾多次在古龍其他早期作品提及。（例如《彩環曲》、《月異星邪》，並以「蒼穹劍法」表之）。